# Hong Kong Polytechnic University
La Hong Kong Polytechnic University (PolyU) è un'università politecnica di ricerca pubblica situata a Hong Kong. Fondata nel 1937, è diventata un'università completamente accreditata nel 1994.
La PolyU è composta da 8 facoltà e scuole, che offrono programmi riguardanti la scienza applicata, le imprese, l'edilizia, l'ambiente, l'ingegneria, le scienze sociali, la salute, le discipline umanistiche, il design, la gestione alberghiera e turistica.
L'università offre 220 programmi post laurea, laurea e sub-laurea per circa 32 000 studenti ogni anno. A partire dal 2019, l'università si classifica 19º in Asia per THE, 8° nelle università giovani e 91° a livello internazionale per QS. Del politecnico fa parte la Innovation Tower.